# Um Bar no Folies-Bergère
Um Bar em Folies-Bergère (fr: Un bar aux Folies-Bergère) é um óleo sobre tela de pintado por Édouard Manet e exibido no Salão de Paris em 1882. O quadro foi a última grande obra do pintor francês.
O bar retrata uma cena do café-concerto Folies-Bèrgere, em Paris.
A cena, ao contrário do que aparenta, não foi pintada no Folies-Bergère, mas sim inteiramente criada em seu atelier. A jovem que serviu de modelo, Suzon, no entanto era realmente empregada do célebre café-concerto.
Apesar do plano de fundo não ser neutro, o quadro mostra um figura calma – e tão bem enquadrada dentro do retângulo da tela – quanto O Tocador de Pífaro. A atitude da garçonete, indiferente e com ar de tristeza, contrasta com a alegria de seu cenário, do qual não pode compartilhar.
Os numerosos elementos presentes sobre o balcão do bar, garrafas de bebidas, flores, frutas, formam uma evolução piramidal, encontrando o cume, não por acaso, nas flores que ornam o colo da servente.
Mas o aspecto que mais retém atenção dos críticos é o reflexo de Suzon no espelho, que ocupa quatro quintos do quadro. A imagem do espelho, imensa e pouco iluminada, reflete todo o interior da casa noturna, mas despoja-a de realidade tridimensional. Suas costas não parecem revelar uma imagem exata da cena, tanto no que concerne à sua postura, tanto como a presença de um homem em sua frente, tão próximo que deveria ter tampado a visão do observador. É difícil concluir se esta anomalia é fruto da vontade do artista ou um simples erro de apreciação. Huysmans, escritor e crítico de arte francês, descreveu com deleite a maneira como o quadro "surpreende os que o observam, que trocam observações desorientadas sobre a visão desta tela".
O quadro possui a assinatura de Manet no rótulo da garrafa vermelha, no canto inferior esquerdo da tela.

## Primeira versão
Uma primeira versão da obra foi leiloada por mais de 23 milhões de euros em junho de 2015, num leilão da Sotheby’s em Londres. O estudo foi feito ainda no local. Depois o artista montou um bar no seu ateliê e compôs a pintura final. As duas obras partilham a composição complexa, com o balcão de pedra com garrafas em primeiro plano e o retrato da empregada ao centro. O fundo é dominado por um enorme espelho que reflecte a multidão, o lustre e o espaço cheio de fumo da sala.